# Plattfuß in Afrika
Plattfuß in Afrika (Originaltitel: Piedone l’africano) ist der dritte von vier Teilen der erfolgreichen Kriminalfilmserie, in deren Mittelpunkt Kriminalkommissar Manuele Rizzo – Spitzname Plattfuß – und sein Assistent Pedro Caputo stehen.
Der Film wurde von November 1977 bis Januar 1978 gedreht und kam am 30. Juni 1978 in die bundesdeutschen Kinos. Plattfuß in Afrika wurde in der Bundesrepublik mit der Goldenen Leinwand ausgezeichnet.

## Handlung
Rizzo trifft sich am Hafen von Neapel mit einem Afrikaner, der ihm brisante Informationen über eine Rauschgiftschmugglerbande beschaffen will. Doch der Informant wird vor den Augen Rizzos aus dem Hinterhalt niedergeschossen. Rizzo erhält von ihm dennoch die Information, dass Diamantenhändler aus Südafrika in Drogengeschäfte verwickelt sind. Außerdem erfährt Rizzo, dass der Informant in Johannesburg einen kleinen Sohn hat. Rizzo fliegt daraufhin nach Südafrika.
Dort besucht er seinen ehemaligen Assistenten Caputo, der jetzt als Kammerdiener bei dem reichen Geschäftsmann Smollett arbeitet. Er findet schließlich auch Bodo, den Sohn des Informanten. Seine Versuche, den Jungen in der Obhut Caputos zu lassen, scheitern, weil Bodo lieber bei Rizzo bleiben möchte.
Bei einem Jagdausflug mit Smolletts Freundin Margie trifft Rizzo auf einen Mann namens Spiros, der zu den Rauschgift- und Diamantenschmugglern gehört. Rizzo bringt ihn durch Tricks dazu, ihn zum Drahtzieher der Bande, Smollett, zu führen. Er wird von diesem zwar gefangen genommen, aber Bodo befreit ihn. Außerdem hat der Junge die Polizei mit einer Spur aus Diamanten zu Smolletts Anwesen geführt, der Rizzo die Ganoven übergibt, nachdem er sie verprügelt hat.
Rizzo findet auch heraus, dass die Schmuggler Diamanten und Rauschgift in den doppelten Böden der Transportkisten ihrer in alle Welt zu liefernden Tiere verstecken. Insbesondere bei Raubtierkäfigen gehen sie davon aus, dass diese niemand sich genauer ansieht.
Caputo entscheidet sich schließlich, zur Polizei von Neapel zurückzukehren. Bodo sollte eigentlich in Südafrika bleiben, gelangt aber als blinder Passagier auf einem Schiff nach Neapel. Dort nimmt Rizzo den Waisenjungen bei sich auf.

## Kritik
„Der dritte Gag- und Prügelkrimi der Plattfuß-Serie bietet laue, mitunter sentimentale Unterhaltung, enthält aber immerhin einige schöne Naturaufnahmen aus der Kalahariwüste.“

„Ein harmlos heiterer Abenteuerfilm. Der bullige Kommissar Rizzo aus Neapel (Bud Spencer), von Freund und Feind auch Plattfuß genannt, boxt sich, im wahrsten Sinne des Wortes, im Kampf gegen Rauschgift- und Diamantenschmuggler quer durch Südafrika. Statt wie bisher Terence Hill, ist diesmal ein sechsjähriger pfiffiger Negerknabe sein einfallsreicher Helfer. Gegen die beiden kommt kein Schmuggler auf.“

## Deutsche Fassung
Die deutsche Synchronfassung wurde von Rainer Brandt verantwortet, der das Dialogbuch schrieb und auch Regie führte. Nachdem in den ersten beiden Plattfuß-Filmen Wolfgang Hess Bud Spencer synchronisierte, ist hier Martin Hirthe als Kommissar Rizzo zu hören. Der Film wurde in Deutschland nur in einer, gegenüber der italienischen Fassung, um über 14 Minuten gekürzten Version synchronisiert. Mittlerweile ist die Italienische Langfassung auch in Deutschland erhältlich. Sie wurde, soweit möglich, mit der deutschen Synchronisation versehen. Die nicht synchronisierten Teile der Fassung sind mit deutschen Untertiteln versehen. Diese Fassung ist in der DVD-Box "Die große Plattfußbox" enthalten, die alle vier Teile der Filmreihe beinhaltet. Darin ist auch die Langfassung des ersten Teils Sie nannten ihn Plattfuß enthalten.
| Darsteller       | Charakter                            | Synchronsprecher        |
| ---------------- | ------------------------------------ | ----------------------- |
| Bud Spencer      | Kommissar Manuele Rizzo / „Plattfuß“ | Martin Hirthe           |
| Enzo Cannavale   | Pedro Caputo                         | Friedrich W. Bauschulte |
| Werner Pochath   | Spiros                               | Werner Pochath          |
| Joe Stewardson   | Smollet                              | Rainer Brandt           |
| Carel Trichardt  | Captain                              | Frank Glaubrecht        |
| Desmond Thompson | John Desmond                         | Wolfgang Pampel         |
| Baldwyn Dakile   | Bodo                                 | Dorette Hugo            |
| Dagmar Lassander | Margy                                | Rita Engelmann          |

## DVD und Blu-ray
2005 wurde der Film in der um 14 Minuten gekürzten deutschen Kinofassung von Paramount auf DVD herausgebracht. 2012 erschien bei Universum eine Neuauflage, mit verbesserter Bildqualität, die neben der deutschen Fassung auch eine Langfassung enthielt, die gegenüber dem italienischen Original jedoch immer noch um drei Minuten gekürzt war.
2013 erschien der Film in der „großen Plattfuß-Box“ zusammen mit den drei anderen Plattfuß-Filmen bei Universum auf Blu-ray Disc mit HD-Bild. Die Box enthielt neben der deutschen Fassung nun auch erstmals die vollständige italienische Fassung.

## Trivia
- Bei den Dreharbeiten in Südafrika kam es zu einem Zwischenfall als Bud Spencer gemeinsam mit Bodo-Darsteller Baldwyn Dakile in einem Restaurant in Johannesburg essen wollte. Aufgrund der Apartheid wurde dem Jungen der Zutritt versagt. Spencer entschied sich daraufhin, auch nicht in dem Restaurant zu essen, bekam allerdings vom Polizeichef später die Mitteilung, dass er bei einer Wiederholung dieses Verhaltens in Zukunft sofort des Landes verwiesen würde.[5]
- Bud Spencer wurde in diesem Film in der Originalfassung nicht wie in vielen seiner Filme synchronisiert, sondern ist mit seiner eigenen Stimme zu hören.[6]
- Der Titelsong Freedom wird von Guido De Angelis und Maurizio De Angelis unter dem Pseudonym I Charango interpretiert.
- Da der Film in Südafrika spielte, welches wegen der dort herrschenden Apartheid international geächtet war, wurde der Film nicht in der DDR gezeigt.